# Polyplax paradoxa
Polyplax paradoxa är en insektsart som beskrevs av Johnson 1960. Polyplax paradoxa ingår i släktet Polyplax och familjen ledlöss. Inga underarter finns listade i Catalogue of Life.